# Nowe Miasteczko
Nowe Miasteczkoⓘ (em alemão: Neustädtel) é um município no oeste da Polônia. Pertence à voivodia da Lubúsquia, no condado de Nowa Sól. É a sede da comuna urbano-rural de Nowe Miasteczko.
Estende-se por uma área de 3,3 km², com 2 669 habitantes, segundo o censo de 31 de dezembro de 2021, com uma densidade populacional de 808,8 hab./km².
Nowe Miasteczko recebeu os direitos de cidade antes de 1295, foi removido em 1919 e voltou a receber os direitos de cidade em 1945. De 1975 a 1998, a cidade pertenceu administrativamente à voivodia de Zielona Góra.

## Localização
Nowe Miasteczko está situada às margens do rio Biała Woda. A cidade é contornada a leste pela via expressa S3, enquanto as estradas provinciais n.º 293, n.º 328 e n.º 333 convergem na própria cidade. Historicamente, a cidade fica nos limites da Baixa Silésia.

## Demografia
Conforme os dados do Escritório Central de Estatística da Polônia (GUS) de 31 de dezembro de 2022, Nowe Miasteczko é uma cidade muito pequena com uma população de 2 654 habitantes (37.º lugar na voivodia da Lubúsquia e 779.º na Polônia), tem uma área de 3,29 km² (40.º lugar na voivodia da Lubúsquia e 913.º lugar na Polônia) e uma densidade populacional de 806,69 hab./km² (22.º lugar na voivodia da Lubúsquia e 413.º lugar na Polônia). Nos anos 2002–2021, o número de habitantes diminuiu 5,7%.
Os habitantes de Nowe Miasteczko constituem cerca de 3,12% da população do condado de Nowa Sól, constituindo 0,27% da população da voivodia da Lubúsquia.
| Descrição                         | Total      | Total    | Mulheres   | Mulheres | Homens     | Homens   |
| --------------------------------- | ---------- | -------- | ---------- | -------- | ---------- | -------- |
| unidade                           | habitantes | %        | habitantes | %        | habitantes | %        |
| população                         | 2 654      | 100      | 1 373      | 51,7     | 1 281      | 48,3     |
| área                              | 3,29 km²   | 3,29 km² | 3,29 km²   | 3,29 km² | 3,29 km²   | 3,29 km² |
| densidade populacional (hab./km²) | 806,69     | 806,69   | 417,06     | 417,06   | 389,63     | 389,63   |

## Toponímia

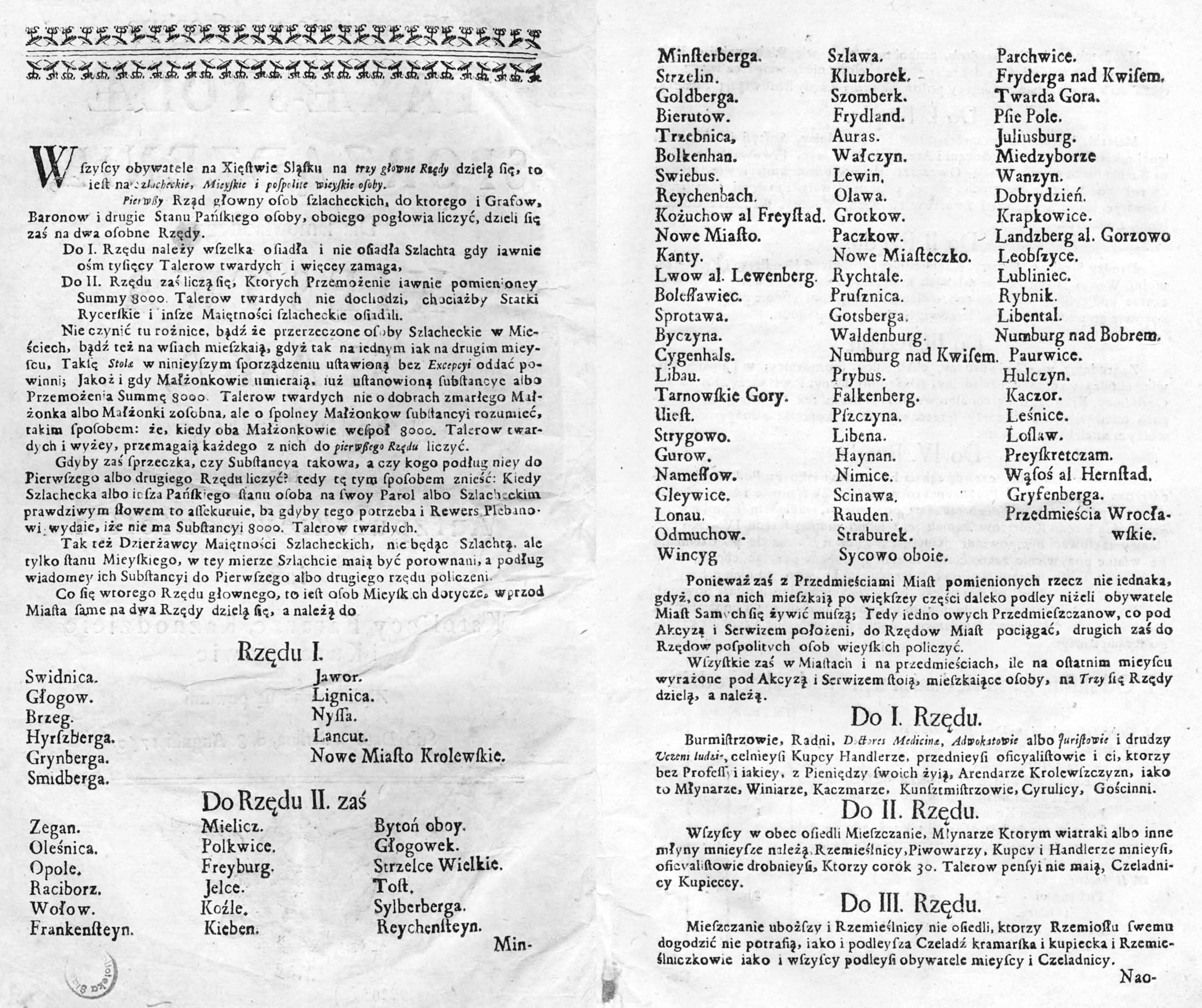
Nowe Miasteczko, entre outros nomes de lugares da Silésia, em um documento oficial prussiano de 1750 emitido em polonês em Berlim

Em 1613, o regionalista e historiador da Silésia, Mikolaj Henel de Prudnik mencionou a cidade em seu trabalho sobre a geografia da Silésia intitulado Silesiographia, dando-lhe seu nome em latim: Neostadium. Um documento oficial prussiano de 1750, emitido em polonês em Berlim por Frederico, o Grande, menciona o nome polonês da aldeia Nowe Miasteczko.
O nome polonês Nowe Miasteczko e o nome alemão Neustädtel foram mencionados pelo escritor silesiano Józef Lompa em seu livro “Krótki rys jeografii Szląska dla nauki początkowej”, publicado em Głogówek em 1847.

## História

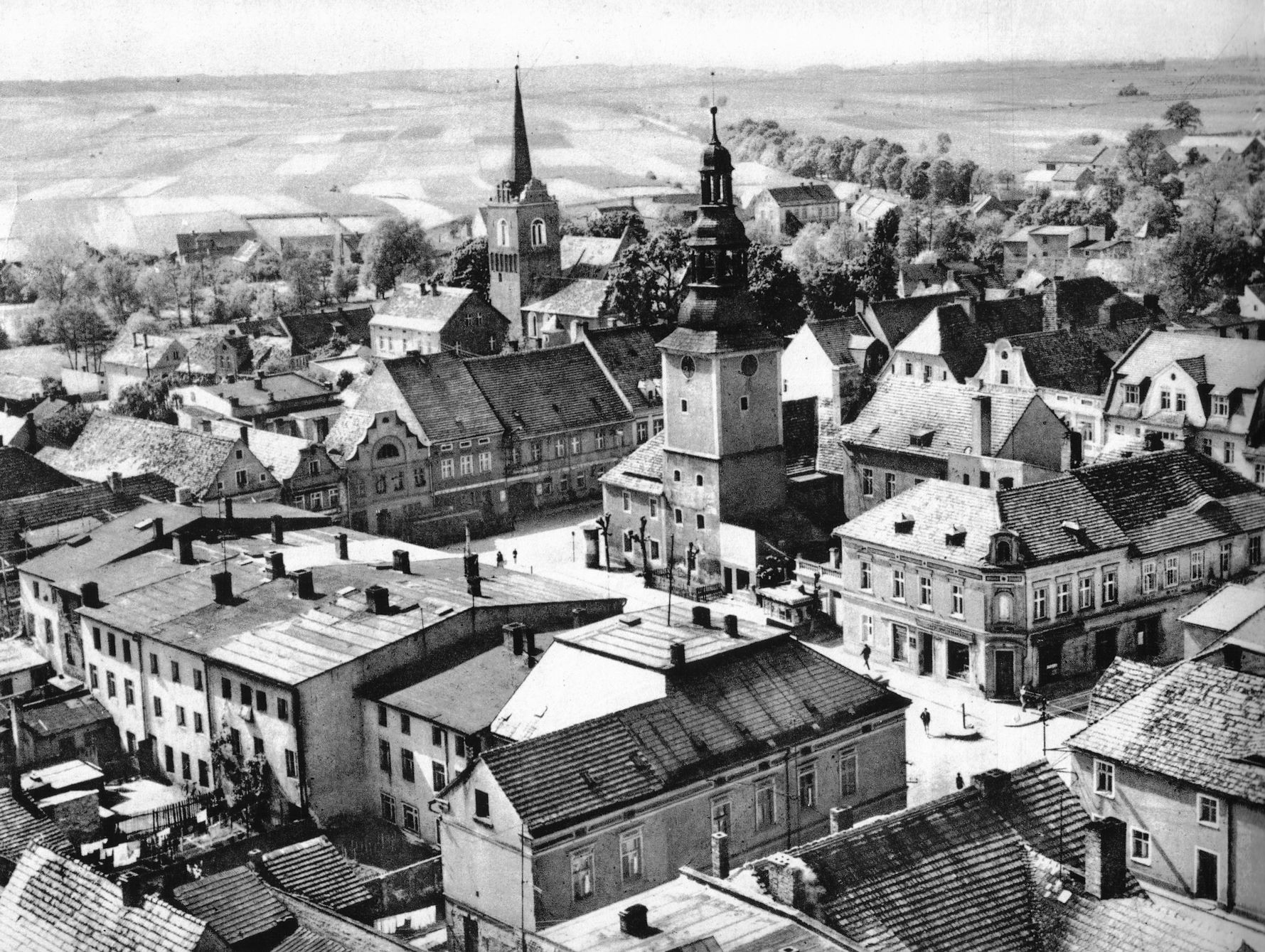
Vista da praça do mercado no início da década de 1970

Nowe Miasteczko é mencionada pela primeira vez em documentos de Henrique III de Głogów antes de 1296. Depois de 1331, Nowe Miasteczko, com a parte de Głogów do ducado, foi subordinada à coroa tcheca. Até 1386, estava diretamente sob a custódia do duque, depois passou para a propriedade de um cavaleiro da família Wirsing. De 1649 a 1776, pertenceu ao mosteiro jesuíta em Otyń, após o que se tornou parte do Ducado de Żagań. No século XVIII, importantes rotas postais de Dresden para Poznań e Toruń e para Varsóvia, pelas quais viajavam os reis poloneses, Augusto II, o Forte, e Augusto III, passavam pela cidade. Essa rota era uma das maiores da Silésia. Os investimentos ferroviários do século XIX — a construção das linhas Breslávia-Berlim (por volta de 1840) e Breslávia-Szczecin (por volta de 1855) — contornaram Nowe Miasteczko, entre outros motivos, devido aos preços excessivos ditados pelos habitantes para a compra de terras para a construção da ferrovia. Por fim, um ramal local da linha ferroviária Kożuchów — Niegosławice, agora fechada, chegou à cidade em 1892. Em 1871, a cidade tornou-se parte da Alemanha.
As tropas alemãs foram expulsas da cidade em 13 de fevereiro de 1945 pelas tropas do 3.º Exército de Guardas da Primeira Frente Ucraniana (um monumento aos soldados soviéticos foi erguido na rua Kościuszki após a guerra.). Em 1945, como resultado da Segunda Guerra Mundial, que foi instigada e perdida pela Alemanha, a cidade foi incorporada às fronteiras da Polônia no pós-guerra. Após a guerra, uma placa em sua homenagem foi construída na parede do prédio do Complexo da Escola Agrícola Janek Krasicki.

## Monumentos históricos
O registro provincial de monumentos inclui:
- Complexo urbano e arquitetônico
- Igreja paroquial de Santa Maria Madalena, século XIV, século XV/XVI; decoração interior barroca[15]
- Igreja evangélica, atual igreja católica romana, filial da Divina Providência, construída entre 1784–1785 em estilo classicista, 1990, antiga congregação protestante[16]
- Fundações da capela, século XV
- Prefeitura, renascentista, do século XVII, reconstruída entre os séculos XVIII e XIX; construída entre 1664 e 1665 para substituir uma mais antiga, que foi incendiada em 1634; construída em um plano em forma de L[17]
- Casa, rua Głogowska, 1.
- Casa, rua Kolejowa, 2, do século XVIII ao século XIX
- Casa, rua Kościelna, 1, de meados do século XIX
- Casa, rua Kościuszki, 1, 2, 5, 7, 9, do século XVIII/XIX
- Casa, rua Maja, 2, 9, de meados do século XIX
- Casa, rua Podgórna, 2, do século XVIII
- Casa com farmácia, praça principal, do século XVIII/século XIX
- Casas, praça principal, 2, 3, 4, 5, 7, 8, 9, 10, 11, 12, 14, 16, 17, 18, 20, 21, 22, 23, 24, 27, 28, 29, do século XVIII/século XX
- Casas, rua Słowackiego, 2, 4, 12, meados do século XIX

Outros monumentos:
- Cemitério judeu

Nowe Miasteczko — Gołaszyn
- Igreja filial de São Martinho, gótica, da segunda metade do século XIII, reconstruída no século XV, em meados do século XVI, em 1883, construída em pedra de campo.[18]
  - Muro com um portão, século XVI
- Complexo de fazendas, rua Golaszyn, 12, do século XVIII ao século XIX:
  - Duas casas residenciais
  - Casa da fazenda
  - Estábulo para vacas
  - Pocilga
  - Celeiro

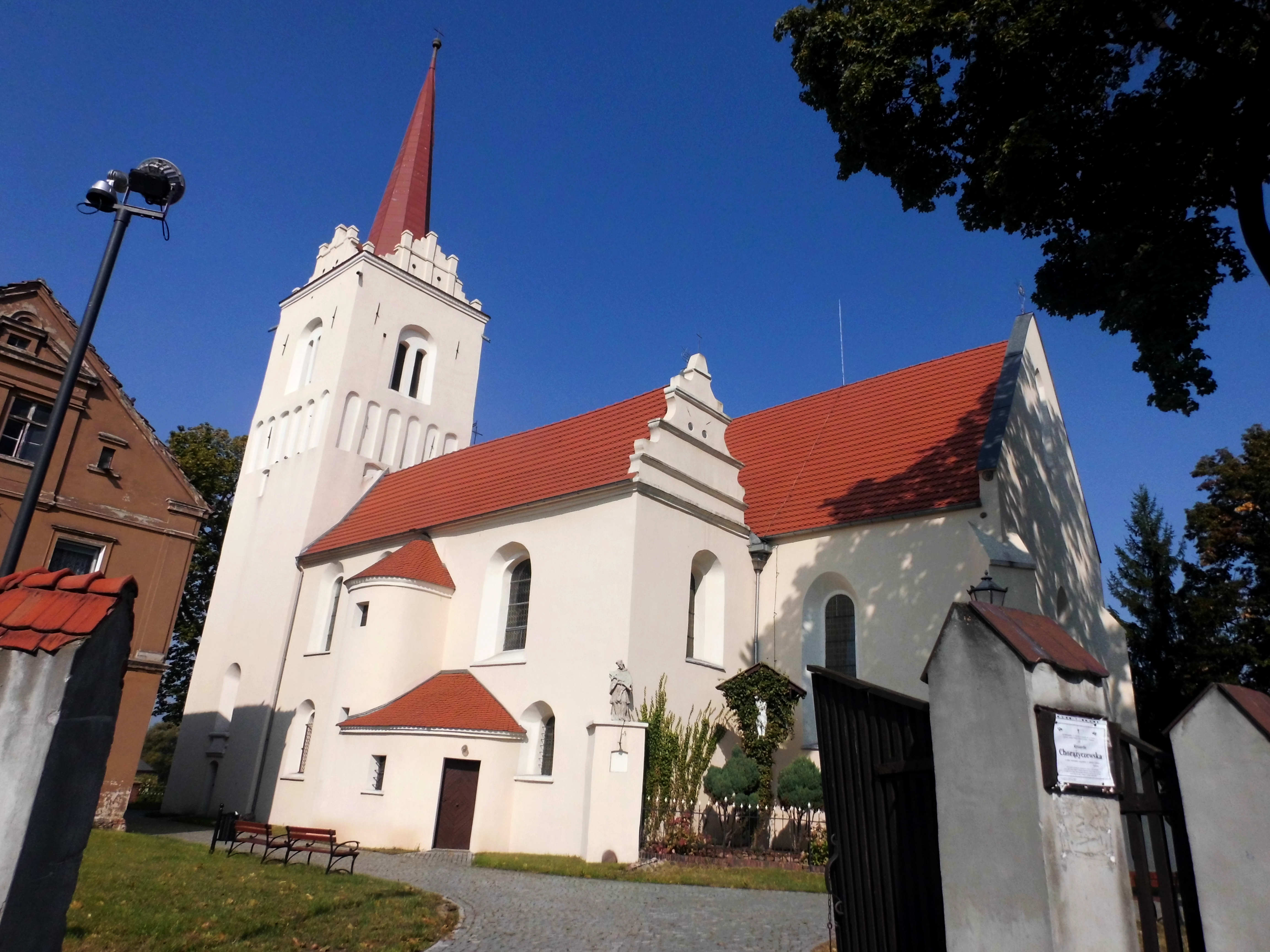
Igreja de Santa Maria Madalena
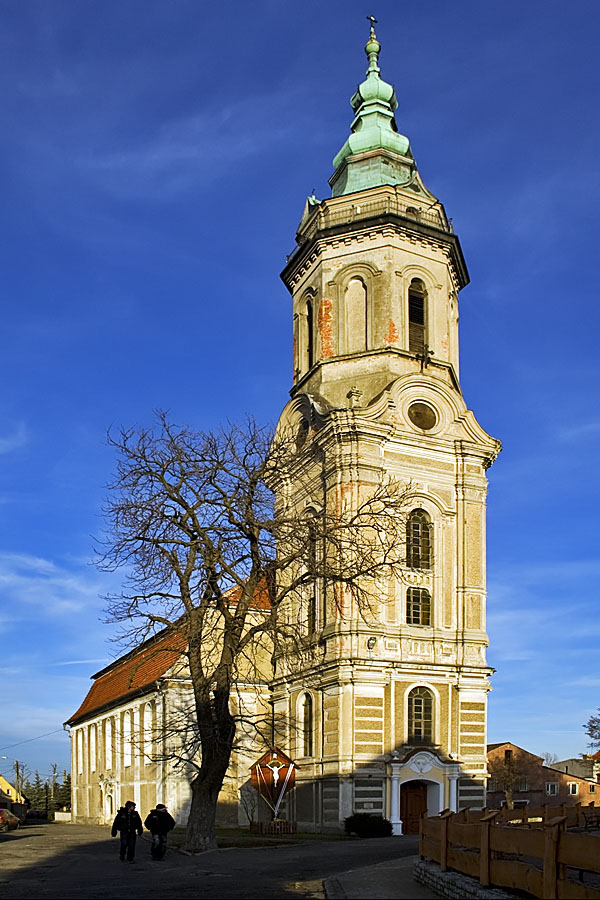
Igreja da Divina Providência (antiga Igreja Evangélica)
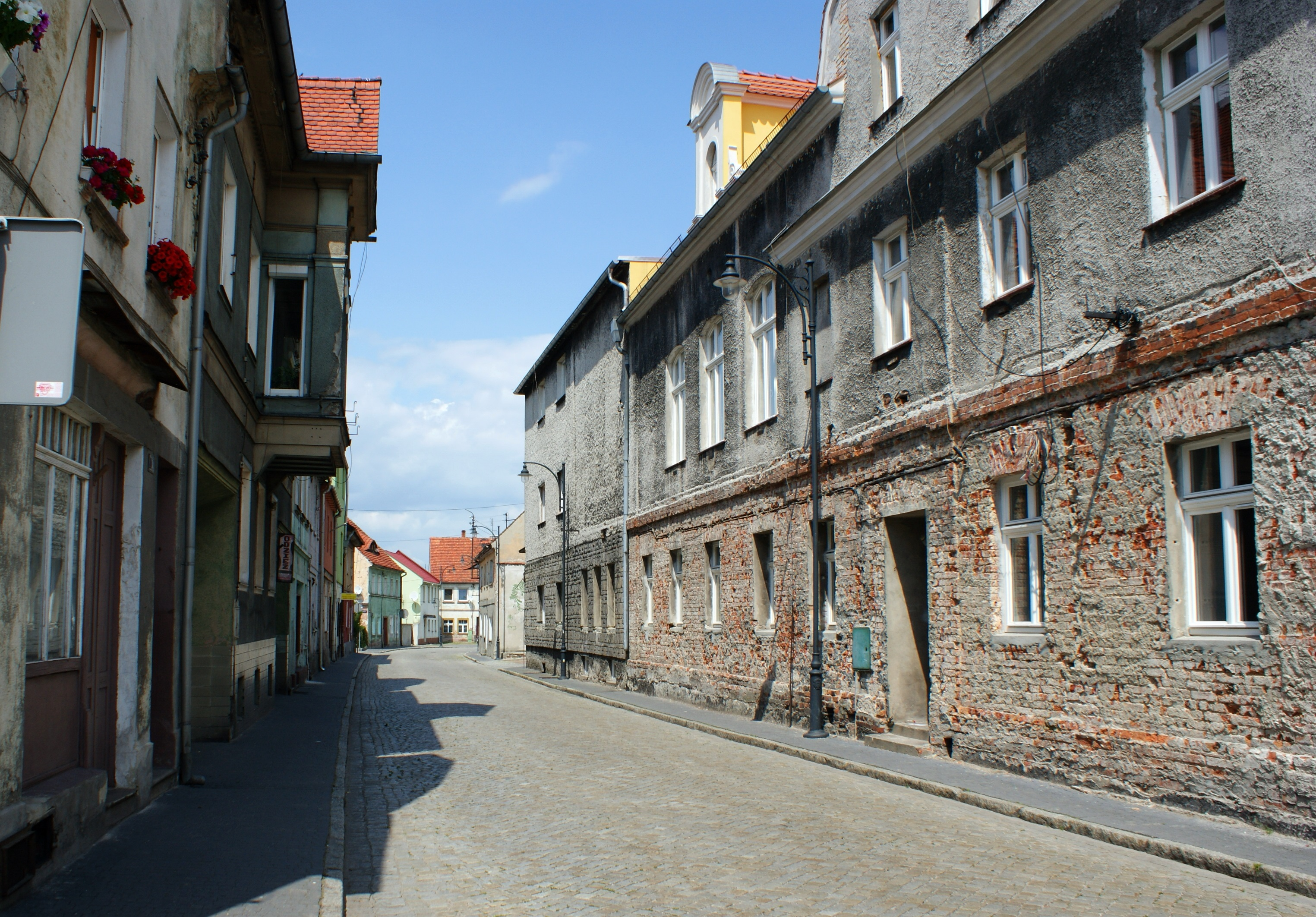
Rua Kosciuszko
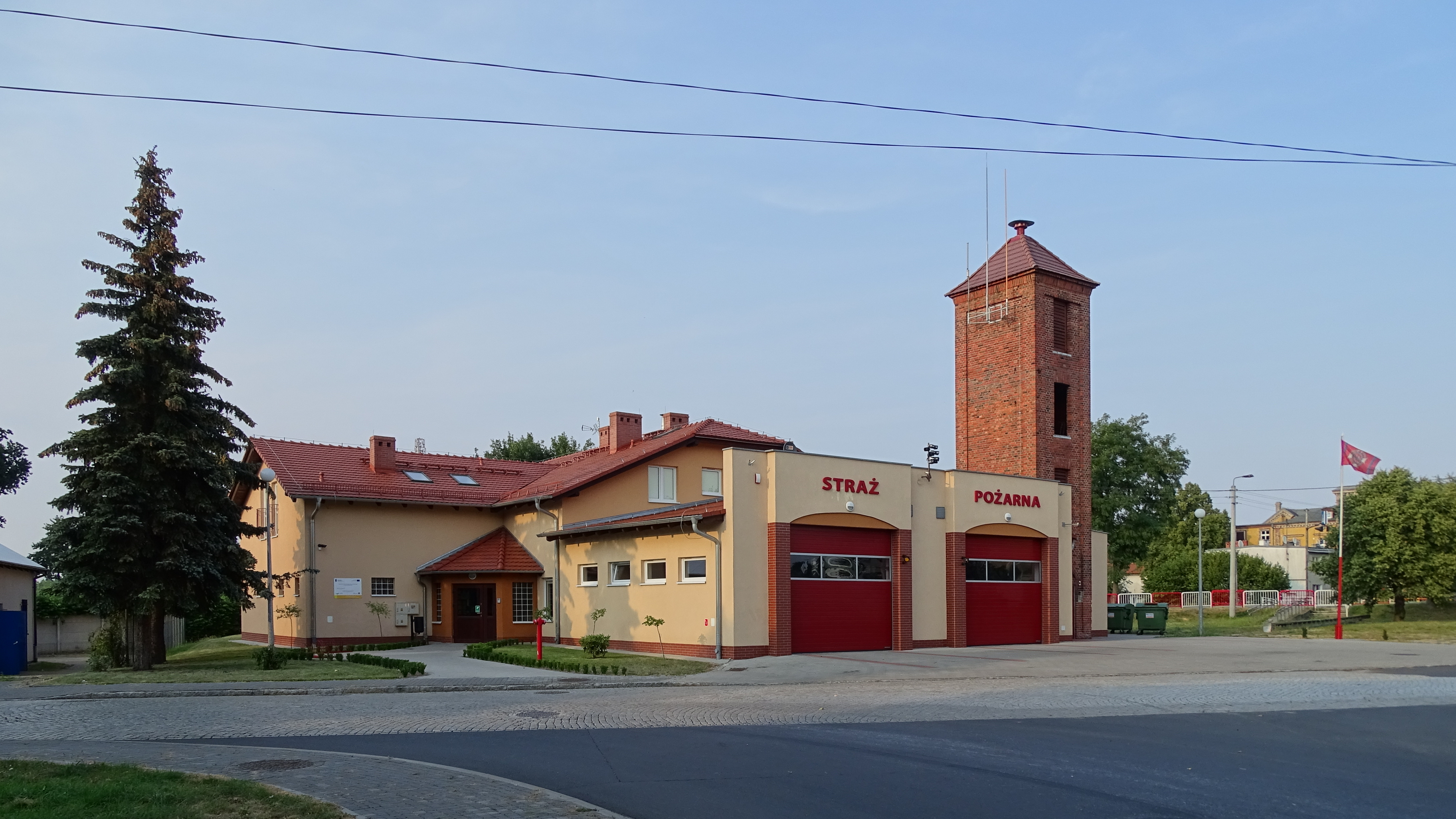
Corpo de bombeiros voluntários
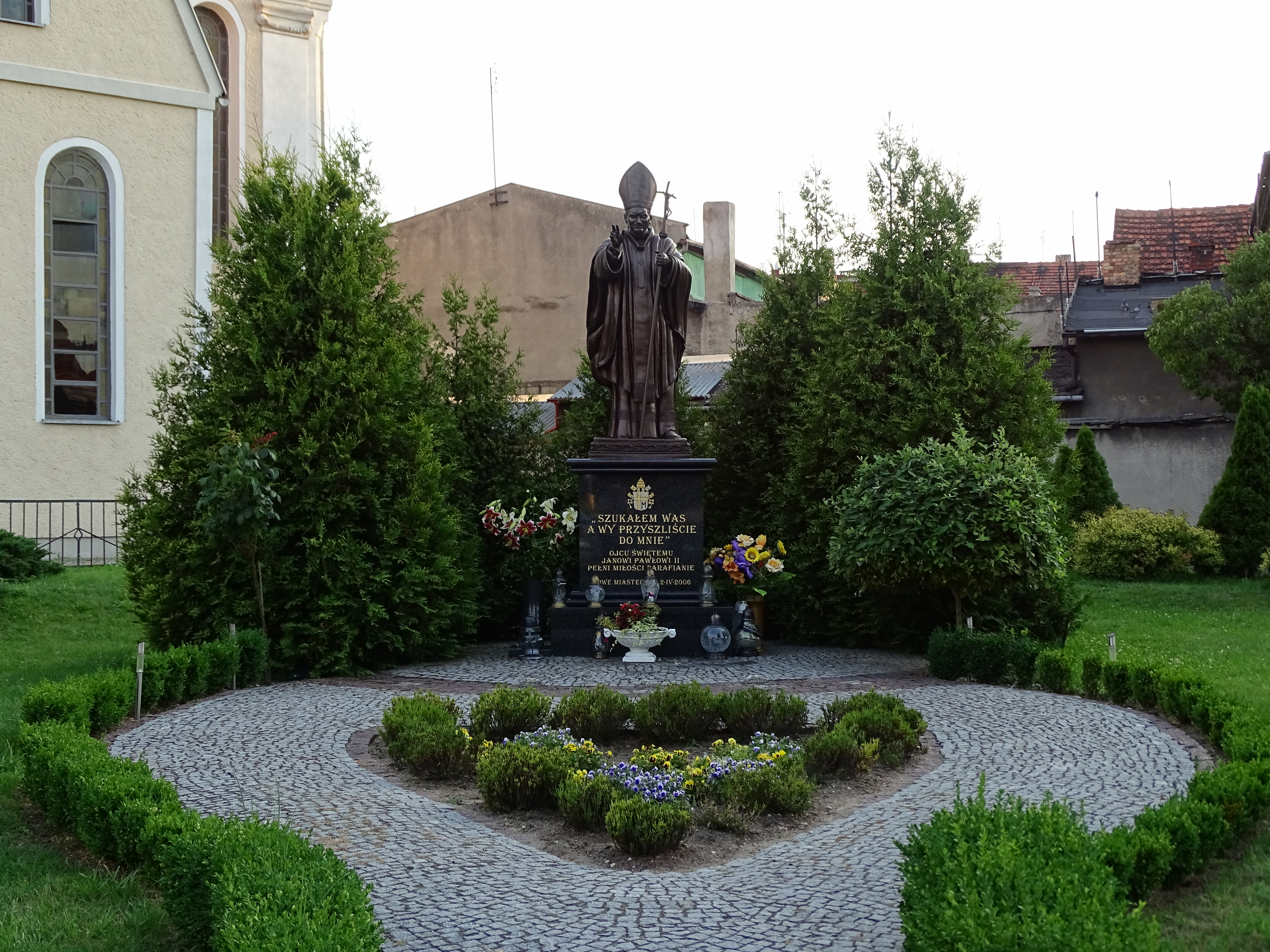
Monumento a João Paulo II localizado na igreja da Divina Providência

## Esporte
- O clube de futebol de Nowe Miasteczko é o Esporte Clube Municipal “Nowe Miasteczko” (anteriormente “Meblarz”), fundado em 1949 e jogando na Classe A, grupo Zielona Góra III.[19]